# Isomyia leucochrella
Isomyia leucochrella är en tvåvingeart som först beskrevs av Seguy 1934.  Isomyia leucochrella ingår i släktet Isomyia och familjen Rhiniidae.
Artens utbredningsområde är Madagaskar. Inga underarter finns listade i Catalogue of Life.